# Arthur Lovegrove
Arthur Lovegrove, né le 15 juillet 1913 à Fulham et mort le 7 novembre 1981 à Surrey, est un acteur britannique et dramaturge.

## Films
- 1957 : En avant amiral ! (Carry On Admiral) de Val Guest